# Шал
«Шал» (каз. Шал, рус. Старик) — фильм казахстанского режиссёра Ермека Турсунова, снятый по мотивам повести Эрнеста Хемингуэя «Старик и море». Премьера картины состоялась 11 октября 2012 года. Фильм является второй частью трилогии, задуманной режиссёром. Первым фильмом стал фильм «Невестка».
В сентябре 2013 года Казахстан выдвинул фильм «Шал» на соискание премии «Оскар» в номинации «Лучший фильм на иностранном языке».

## Сюжет
Действие фильма происходит в сельской местности в современном Казахстане. Главный герой, старик, собираясь отогнать овец на пастбище, заблудился в степи. В попытке найти правильный путь он несколько раз нарывается на стаю волков.
Тем временем его внук выходит на поиски дедушки при помощи соседей и служб спасения.

## Награды
- 2012 — XIII фестиваль «Выбор года»[5] в городе Алматы:
  - Фильм года
  - Киноактер года — Ерболат Тогузаков[6].
- 2012 — национальная премия Казахстана «Кулагер»:
  - Лучший фильм года
  - приз за Лучшую мужскую роль — Ерболату Тогузакову[7].
- 2013 — открытый фестиваль кино стран СНГ и Балтии «Киношок» в Анапе[8][9]:
  - Главный приз «Золотая лоза»,
  - приз за Лучшую мужскую роль — Ерболату Тогузакову.
- 2013 — Номинации на премию Киноакадемии Азиатско-Тихоокеанского региона (Asia Pacific Screen Awards):
  - Achievement in Cinematography (Мурат Алиев)
  - Best Performance by an Actor (Ерболат Тогуззаков)[10]
- 2014 — 32-й Международный кинофестиваль «Фаджр» в Иране — Приз за выдающиеся технические и художественные достижения[11].
- 2014 — номинация на премию «Ника» за лучший фильм стран СНГ и Балтии.